# 速度时间积分
速度时间积分（英語：Velocity Time Integral，缩写VTI）是一种临床多普勒超声的血流测量指标，等于速度时间曲线下的面积。可用VTI和心脏截面积计算心输出量。左心室流出道（LVOT）、颈动脉或其他血管都可以计算VTI。